# Palazzo Priuli Ruzzini
Palazzo Priuli Ruzzini (o, col nome completo, Palazzo Loredan Ruzzini Priuli) è un palazzo di Venezia, ubicato nel sestiere di Castello, in Campo Santa Maria Formosa, del quale chiude il lato nord-occidentale.

## Storia
Palazzo Ruzzini fu edificato come dimora gentilizia dei Ruzzini nel tardo XVI secolo, su progetto attribuito a Bartolomeo Manopola. Le precedenti dimore della famiglia Ruzzini erano infatti state distrutte da un incendio divampato nel 1586. A tale famiglia, divisa però in numerosi rami, appartenne pure Carlo Ruzzini, centotredicesimo doge della Serenissima Repubblica di Venezia: valente diplomatico, ambasciatore veneziano presso le principali corti europee (Spagna, Vienna, Costantinopoli), salì al soglio dogale nel 1732. Unico suo legame con questo edificio sta nella sua disposizione secondo la quale aveva stabilito che questa dimora sarebbe stata abitata in perpetuo dai suoi eredi. Nel XVIII secolo fu chiamato Gregorio Lazzarini per gli affreschi dei saloni interni. Nel 1801 il conte Pietro Priuli, estinta la famiglia fondatrice, divenne proprietario dell'edificio. L'edificio, che all'inizio del XXI secolo si trovava in uno stato di profondo abbandono, è stato completamente ristrutturato ed attualmente ospita un hotel.

## Architettura
Il palazzo ha due facciate: una rinascimentale sul rio e una tardo rinascimentale sul campo.
La facciata sul rio evidenzia i tre livelli con mezzanino, caratterizzandosi per le aperture a tutto sesto dei due piani nobili e per uno spesso cornicione dentellato. La parte centrale, spostata asimmetricamente verso sinistra, è la più interessante: al piano terra due portali a tutto sesto con cornice lapidea danno direttamente sull'acqua; ad essi corrispondono ai piani superiori due ordini di quadrifore con balaustra.
La facciata principale, su Campo Santa Maria Formosa, è la più adorna e moderna delle due, presentando anticipazioni barocche, pur possedendo la medesima impostazione della facciata sul rio.
Gli elementi peculiari di questo prospetto sono la presenza di tre ordini di lesene, al primo piano tuscaniche, al secondo ioniche, al terzo corinzie; la presenza di marcapiani e di una balaustra per ogni monofora; la presenza sul tetto di due alti comignoli e di un grande abbaino che, con bifora, timpano e volute, continua la facciata al di sopra delle quadrifore.